# نام جی هیون
نام جی هیون (کره‌ای: 남지현؛ زادهٔ ۱۷ سپتامبر ۱۹۹۵) بازیگر اهل کره جنوبی است که به خاطر نقش‌های خود در مجموعه‌های تلویزیونی از جمله ملکه سوندوک و شاهزاده صد روزه من، با موفقیت از یکی از اولین بازیگران کودک این صنعت به بازیگر نقش اول تحسین شده تبدیل شد.

## فیلم‌شناسی

### فیلم

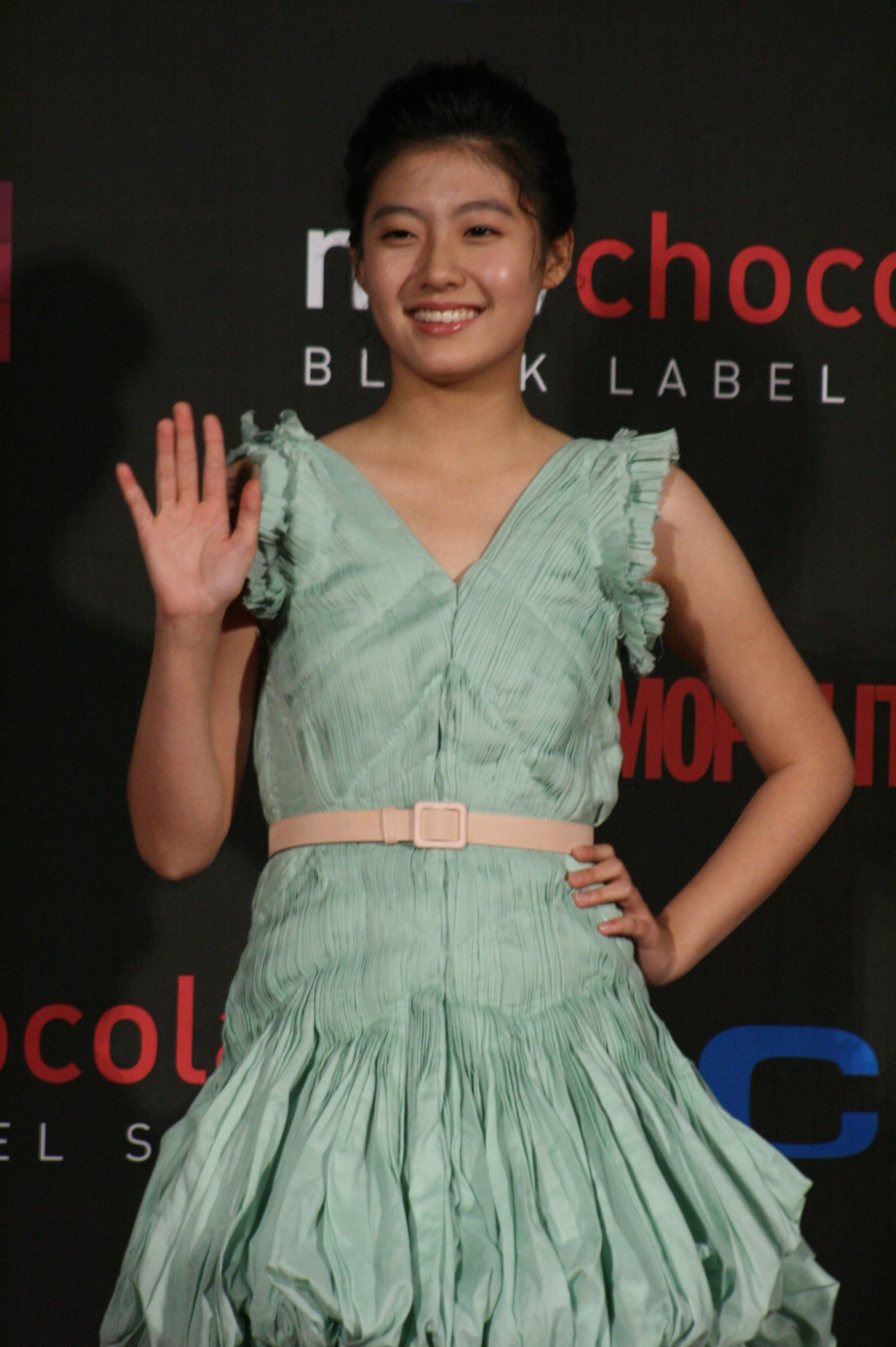
نام جی-هیون در سال ۲۰۰۹

| سال  | عنوان                     | نقش                | توضیحات                     | منابع  |
| ---- | ------------------------- | ------------------ | --------------------------- | ------ |
| ۲۰۰۵ | شمشیر بی سایه             | جوانی یون سو-ها    |                             |        |
| ۲۰۰۶ | کاپیتان من آقای زیرزمینی  | پارک جی-مین        |                             | [ ۴ ]  |
| ۲۰۰۷ | ماپادو ۲: بازگشت به جزیره | دختر در زمان گذشته |                             |        |
| ۲۰۰۹ | اگر من جای تو بودم ۴      | پارک جین-جو        | قسمت: «پرندگان آبی روی میز» | [ ۵ ]  |
| ۲۰۰۹ | پسر فضایی                 | کورا               | انیمیشن، دوبلهٔ کره‌ای        | [ ۶ ]  |
| ۲۰۱۰ | Happy Ulleung Man         | راوی مستند         |                             |        |
| ۲۰۱۰ | فمیلی پلن                 | جی-مین             | فیلم کوتاه                  |        |
| ۲۰۱۰ | روح (با تو بودن)          |                    | قسمت: «اسمت رو به من بگو»   | [ ۷ ]  |
| ۲۰۱۱ | دلیلی برای زندگی کردن     | جی-مین             |                             |        |
| ۲۰۱۳ | هایی: پسر هیولا           | یو-کیونگ           |                             | [ ۸ ]  |
| ۲۰۱۶ | تونل                      | مینا               |                             | [ ۹ ]  |
| ۲۰۱۶ | نقشه در مقابل جهان        | سون-شیل            |                             | [ ۱۰ ] |

### مجموعه تلویزیونی

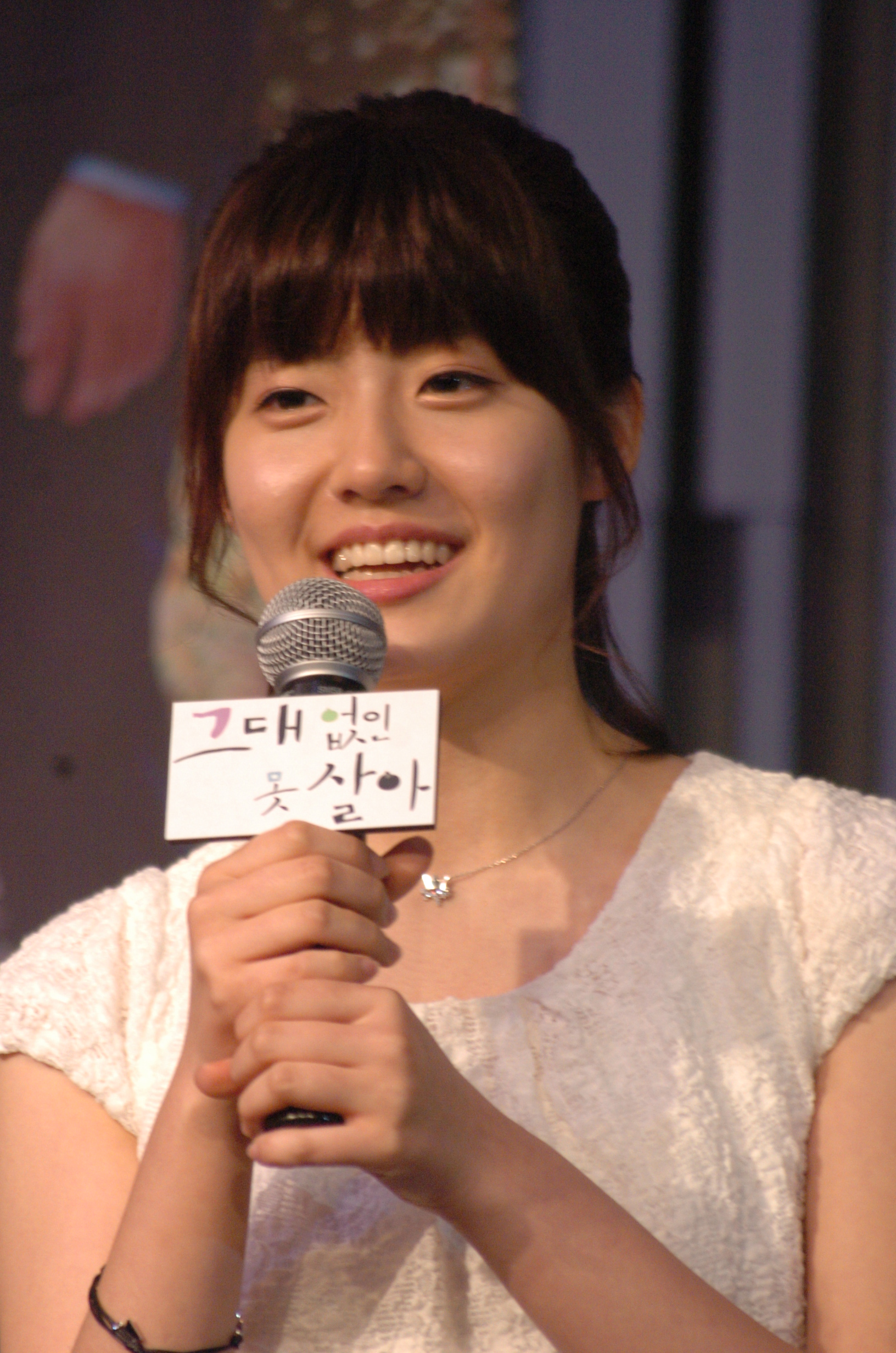
نام جی-هیون در سال ۲۰۱۲

| سال  | عنوان                                | شبکه     | نقش                      | توضیحات                | منابع         |
| ---- | ------------------------------------ | -------- | ------------------------ | ---------------------- | ------------- |
| ۲۰۰۲ | 전파견문록                           | ام‌بی‌سی   |                          |                        |               |
| ۲۰۰۴ | بگو عاشقمی                           | ام‌بی‌سی   | جوانی سو یونگ-چه         |                        |               |
| ۲۰۰۶ | عشق من                               | اس‌بی‌اس   | کیم مین                  |                        |               |
| ۲۰۰۶ | عشق من کلمنتین                       | اس‌بی‌اس   | جانگ با-دا               |                        |               |
| ۲۰۰۷ | لابیست                               | اس‌بی‌اس   | جوانی یو سو-یونگ (ماریا) |                        | [ ۱۱ ] [ ۱۲ ] |
| ۲۰۰۷ | پادشاه بزرگ، سجونگ                   | کی‌بی‌اس۱  | جوانی پرنسس شیم          |                        |               |
| ۲۰۰۷ | پایان شاد ما                         | ام‌بی‌سی   | کانگ می-نا               |                        | [ ۱۳ ]        |
| ۲۰۰۷ | شرق بهشت                             | ام‌بی‌سی   | جوانی کیم جی-هیون        |                        |               |
| ۲۰۰۹ | ملکه سوندوک                          | ام‌بی‌سی   | جوانب پرنسس دوک‌مان       |                        |               |
| ۲۰۰۹ | آیا کریسمس برف می‌بارد؟               | اس‌بی‌اس   | جوانی هان جی-وان         |                        |               |
| ۲۰۱۰ | غول                                  | اس‌بی‌اس   | جوانی هوانگ جونگ-یون     |                        | [ ۱۴ ]        |
| ۲۰۱۰ | منم، مادربزرگ                        | ام‌بی‌سی   | پارک اون-ها              |                        | [ ۱۵ ]        |
| ۲۰۱۱ | بک دونگ سو دلاور                     | اس‌بی‌اس   | جوانی یو جی-سون          |                        | [ ۱۶ ]        |
| ۲۰۱۲ | درام ویژه – دختر کارآگاه، پارک هه‌سول | کی‌بی‌اس۲  | پارک هه-سول              | درام تک پرده           | [ ۱۷ ]        |
| ۲۰۱۲ | Can't Live Without You               | ام‌بی‌سی   | اون-دوک                  |                        | [ ۱۸ ]        |
| ۲۰۱۲ | به زیبایی تو                         | اس‌بی‌اس   | هونگ دا-هی               |                        |               |
| ۲۰۱۴ | چشمان فرشته                          | اس‌بی‌اس   | جوانی یون سو-وان         |                        |               |
| ۲۰۱۴ | چه اتفاقی برای خانواده ام افتاده؟    | کی‌بی‌اس۲  | کانگ سو-وول              |                        |               |
| ۲۰۱۵ | رستوران آخر شب                       | اس‌بی‌اس   | هه-ری                    | مهمان (قسمت ۷)         | [ ۱۹ ]        |
| ۲۰۱۶ | Mystery Freshman                     | اس‌بی‌اس   | اوه آه-یونگ              |                        | [ ۲۰ ]        |
| ۲۰۱۶ | لویی پادشاه خرید                     | ام‌بی‌سی   | کو بوک-شیل               |                        |               |
| ۲۰۱۷ | شریک مشکوک                           | اس‌بی‌اس   | اون بونگ-هی              |                        |               |
| ۲۰۱۸ | شاهزاده صد روزه من                   | تی‌وی‌ان   | یون هونگ-شیم / یون یی-سو |                        |               |
| ۲۰۱۹ | اتاق عزیزم                           | اولایو   |                          | حضور افتخاری (قسمت ۱۱) | [ ۲۱ ]        |
| ۲۰۲۰ | ۳۶۵: سال را تکرار کن                 | ام‌بی‌سی   | شیم گا-هیون              |                        | [ ۲۲ ]        |
| ۲۰۲۱ | دراما فستا – Off Route               | جی‌تی‌بی‌سی | کانگ سو-جی               | درام تک پرده           | [ ۲۳ ]        |
| ۲۰۲۲ | زنان کوچک                            | تی‌وی‌ان   | اوه این-کیونگ            |                        | [ ۲۴ ]        |

### مجموعه اینترنتی
| سال  | عنوان          | پلتفرم | نقش      | منابع  |
| ---- | -------------- | ------ | -------- | ------ |
| ۲۰۲۱ | رستوران جادوگر | تیوینگ | جونگ جین | [ ۲۵ ] |

### موزیک ویدئوها
| سال  | نام آهنگ                     | هنرمند          | منابع  |
| ---- | ---------------------------- | --------------- | ------ |
| ۲۰۱۵ | «لرزیدن» (Shaking, 흔들린다) | ته‌ایل (بلاک بی) | [ ۲۶ ] |